# Orlovice
Orlovice är en ort i Tjeckien.   Den ligger i regionen Södra Mähren, i den östra delen av landet, 220 km öster om huvudstaden Prag. Orlovice ligger 317 meter över havet och antalet invånare är 323.
Terrängen runt Orlovice är platt åt nordväst, men åt sydost är den kuperad. Runt Orlovice är det ganska tätbefolkat, med 72 invånare per kvadratkilometer. Närmaste större samhälle är Vyškov, 8,1 km nordväst om Orlovice. Trakten runt Orlovice består till största delen av jordbruksmark.